# Stora mossen (tunnelbanestation)
Stora mossen är en tunnelbanestation på Gröna linjen i stadsdelen Stora mossen i Västerort inom Stockholms kommun. Den ligger mellan stationerna Alvik och Abrahamsberg.
Avståndet från station Slussen är 9 kilometer. Stationen öppnades den 26 oktober 1952 när t-banan Hötorget–Vällingby invigdes. Den består av en plattform utomhus med entré i östra änden från Stora Mossens Backe eller Drottningholmsvägen. Innan tunnelbanan öppnade gick spårvagnslinje 11 Ängbybanan förbi här från år 1944.
Den konstnärliga utsmyckningen är genomförd av Marianna Zaborska år 2002 och består av färgsatt klinkerbeklädnad på väggar och en orange linje av emaljerad plåt.

## Bilder

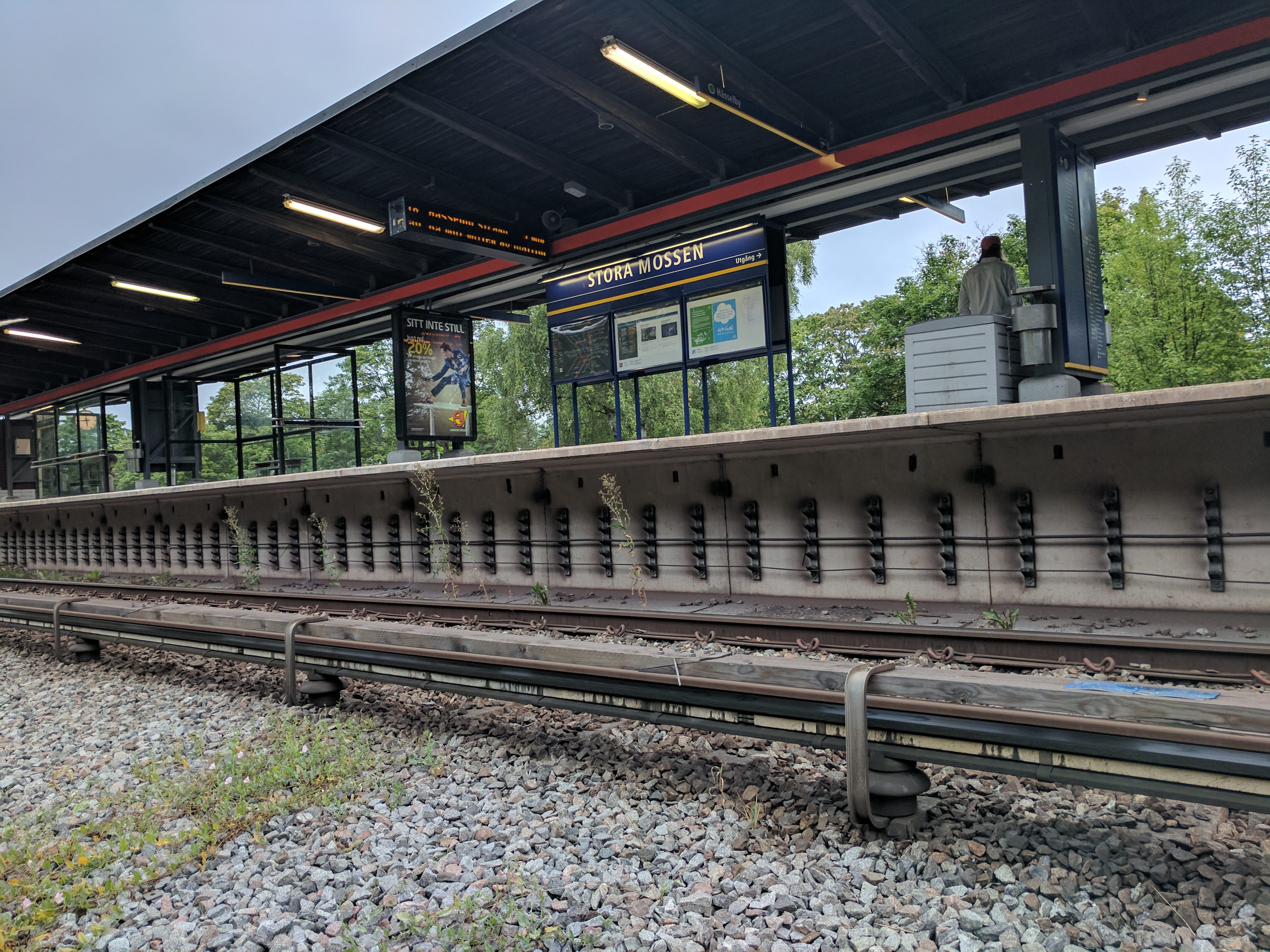
Perrongen
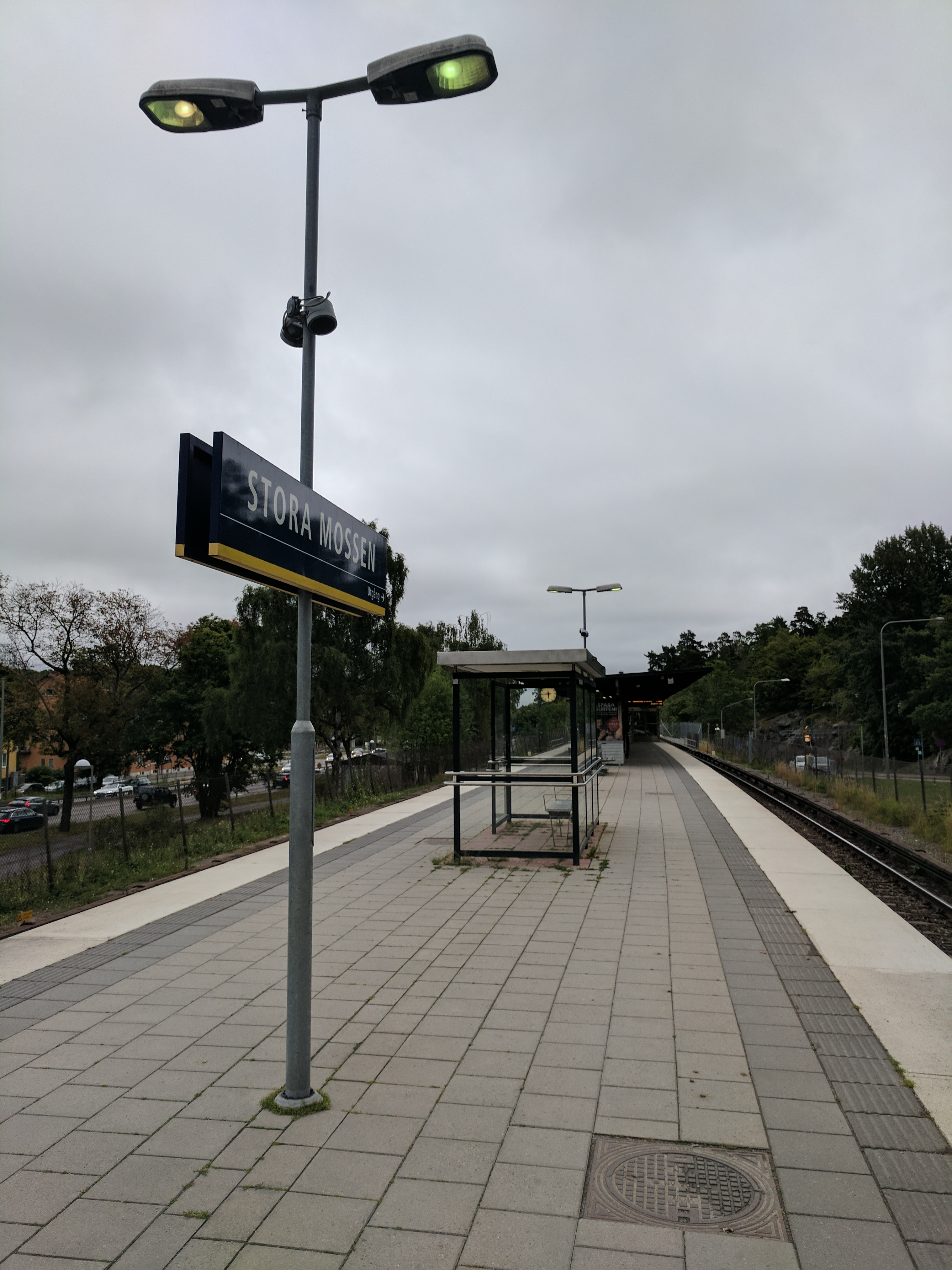
Perrongen
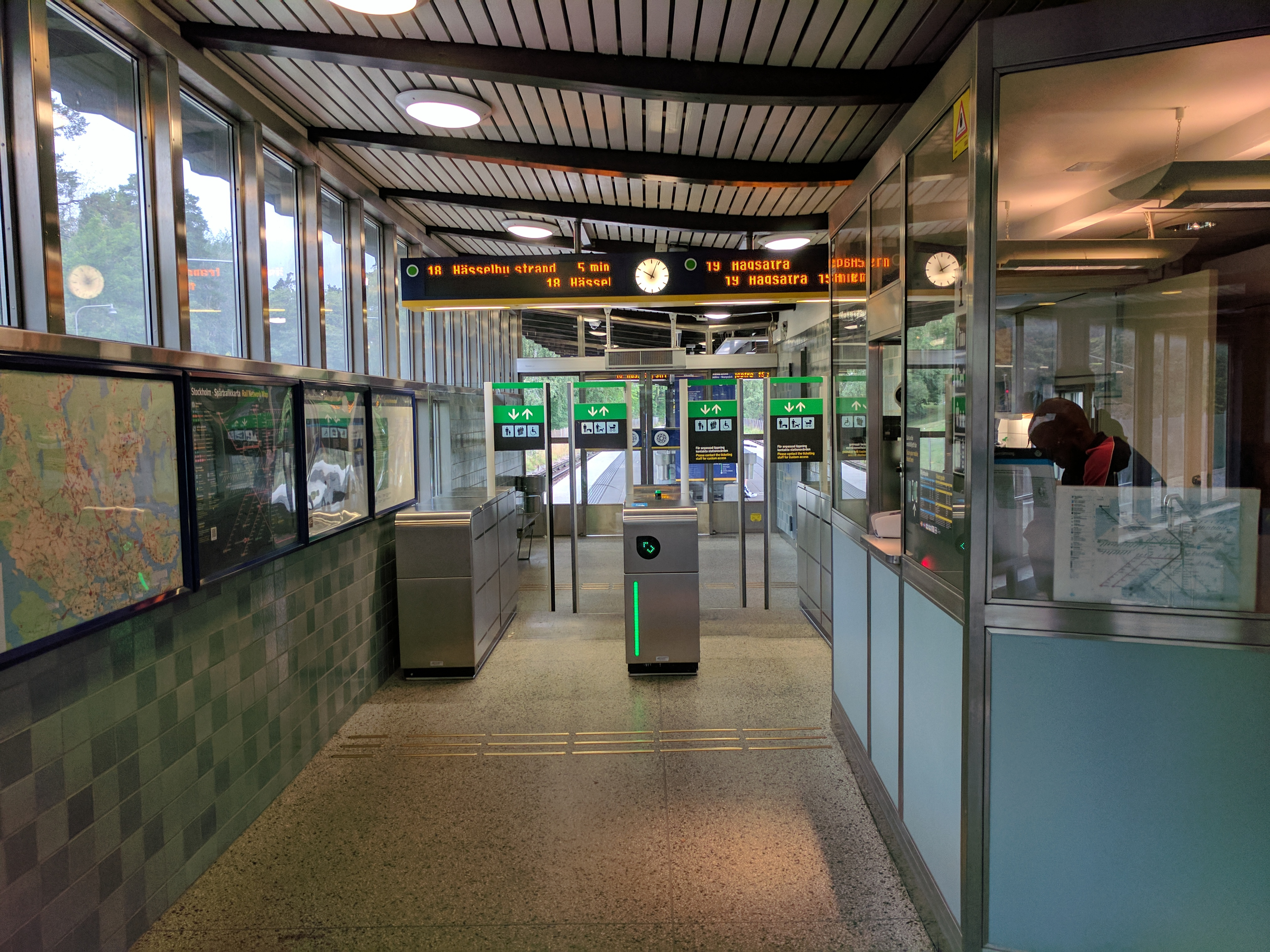
Spärrkuren
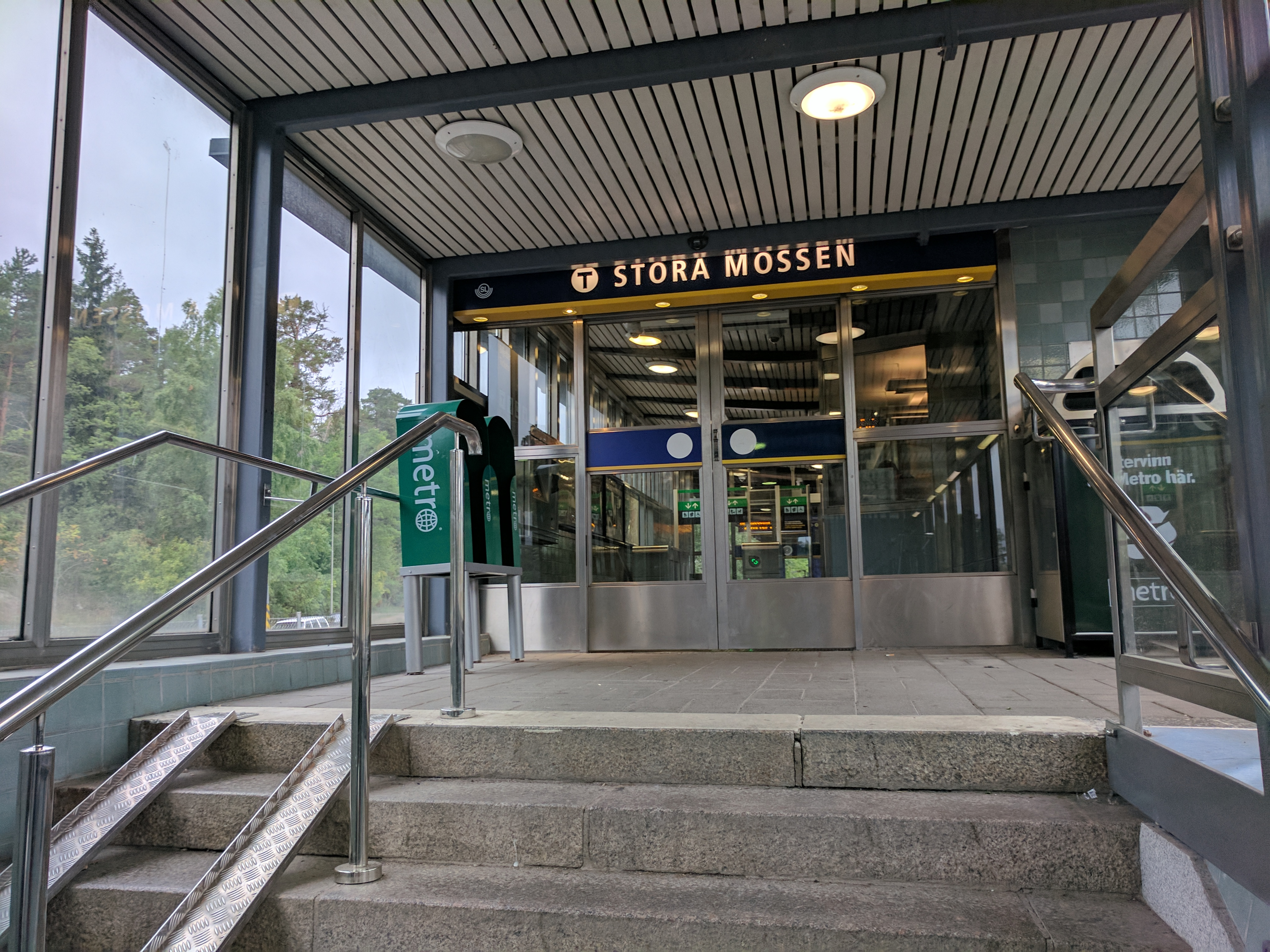
Uppgången
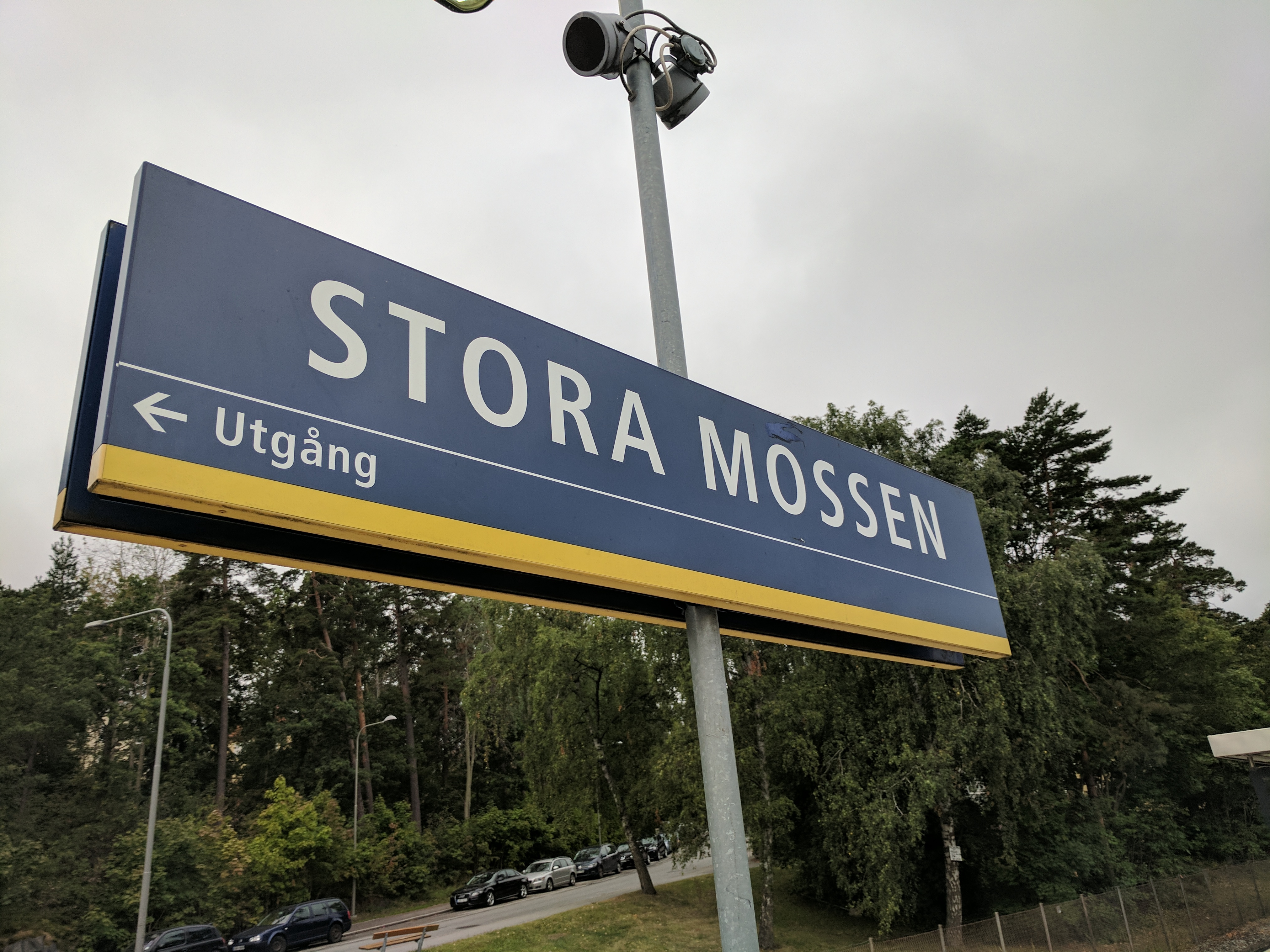
Stationsskylt

## Framtiden
Stationen Stora Mossen är delvis nedläggningshotad, i och med planerna på att lägga om spåret vid Alvik för att göra plats för bostäder är tanken att spåret ska rätas ut och därmed skulle tunnelbanan missa Stora Mossen. För att kompensera effekten finns även tankar på att riva även Abrahamsbergs station och bygga en ny station emellan dessa två nuvarande stationer. Planerna är i diskussionsstadiet (2019) och inga beslut har tagits. 